# Wrocław Devils
Los Wrocław Devils (en español: Los Diablos de Wrocław) son un equipo de fútbol americano de Breslavia, en el Voivodato de Baja Silesia, Polonia. El equipo actualmente juega en la Liga Polaca de Fútbol Americano y tiene una filial en el estado de Tennessee llamada Chattanooga Steam.

## Historia
El equipo fue fundado en mayo de 2005 como un departamento de fútbol americano del club deportivo de béisbol Wrocław. Se unió a la liga polaca en 2007. Durante ese mismo año, la compañía había sido introducida como un club deportivo independiente. 
En 2010 ganaron la final de la liga polaca de fútbol americano contra el Crew Wrocław (actualmente renombrados a "Wrocław Giants"). En 2009, el equipo hace su primera aparición en la EFAF Challenge Cup, fundada el año anterior.

## Palmarés
- Liga Polaca de Fútbol Americano: 1 campeonato (2010).